# Alan E. Florin
Alan E. Florin (* 12. Januar 1920; † 7. April 1994) war ein US-amerikanischer Nuklearchemiker.
In den 1940er Jahren arbeitete er am Metallurgical Laboratory der Universität Chicago im Manhattan Project. Damals befand sich das Labor (unter Leitung von Glenn T. Seaborg) in Konkurrenz zu dem im Aufbau befindlichen größeren metallurgischen Labor für Plutonium in Los Alamos und hatte nur eingeschränkte Möglichkeiten mit Plutonium zu experimentieren. Ziel war zunächst die Reindarstellung von Plutoniummetall und die Bestimmung von dessen physikalischen Eigenschaften, besonders der Dichte. Florin war ab August 1943 am Labor. Schon zuvor gelang ihm die Darstellung von Neptuniumhexafluorid, worauf Seaborg und Harrison S. Brown ein Patent anmeldeten.
Nach dem Krieg war er am Los Alamos National Laboratory, wo er um 1950 Plutoniumhexafluorid in größeren Mengen darstellte und dessen Eigenschaften bestimmte (veröffentlicht in einem Los Alamos Report 1950). Die Verbindung ist die einzige stabile, bei niedrigen Temperaturen volatile Plutoniumverbindung, die somit für die Isotopentrennung im Gaszustand geeignet ist. Die analoge Uranverbindung war schon länger bekannt.